# 프랑수아 드 방돔 백작

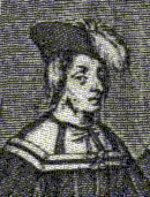
프랑수아 드 방돔 백작

프랑수아 드 부르봉방돔(프랑스어: François de Bourbon-Vendôme)은 프랑스 왕국의 혈통친왕이자 방돔 백작이다. 자식은 샤를, 프랑수아, 루이, 앙투아네트, 루이즈 등이 있다.